# リンゼー・バーナード・ホール

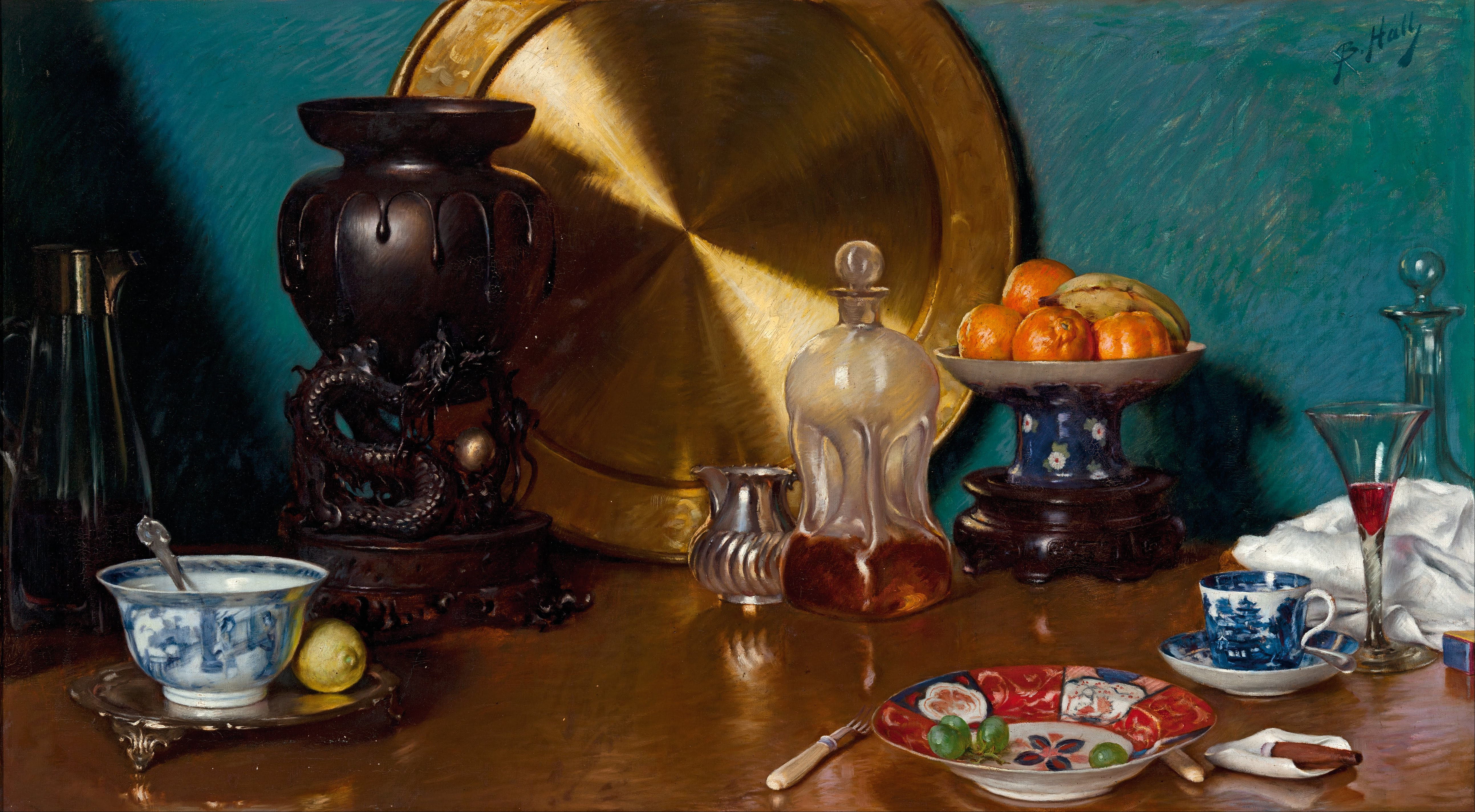
バーナード・ホールの静物画「夕食の後」(c.1901)

リンゼー・バーナード・ホール（Lindsay Bernard Hall、1859年12月28日 – 1935年2月14日）はイギリス生まれの画家である。オーストラリアに招かれ、ビクトリア国立美術館の館長に任じられ、43年間にわたってその仕事を続けた。

## 略歴
リヴァプールのガーストン(Garston)に生まれた。「朝鮮・琉球航海記」を書いたバジル・ホールの一族で、母方の祖父はスイス生まれの音楽家のJakob Zeugheerである。グロスターシャーのチェルトナム・カレッジで学んだ後、ロイヤル・カレッジ・オブ・アート（サウス・ケンジントン美術学校）でエドワード・ポインターに学んだ 。アントウェルペンやミュンヘンの美術アカデミーでも学び、ミュンヘンではカール・フォン・ピロティに学んだ。しばらくロンドンで活動し、ロイヤル・アカデミー・オブ・アーツの展覧会に出展した。ニュー・イングリッシュ・アート・クラブの創立メンバーとなり、1886年と1887年の展覧会にジョージ・クラウゼンやジョン・シンガー・サージェント、トーマス・クーパー・ゴッチ、トーマス・ベンジャミン・ケニントンといった画家たちと出展した。
1891年にオーストラリアのビクトリア国立美術館の初代館長のジョージ・フォリングスビーが亡くなった後、後任に選ばれ1892年から美術館の館長職と付属の美術学校の教師を務めた。美術館長としては、1904年に亡くなったオーストラリアの実業家、アルフレッド・フェルトン(Alfred Felton)が資金を遺贈して作られた財団が購入して美術館に寄付される作品についてアドヴァイスをし、また美術品の購入のためにヨーロッパを旅した。美術学校の教師としては、ミュンヘン美術院で学んだ経験を生かして多くのオーストラリアの画家を教えた。ホールが教えた学生には、ジェイムズ・クィン、ヒュー・ラムゼー、ウィリアム・ベックウイズ・マキネス、チャールズ・ウィーラー(Charles Wheeler)、マーガレット・プレストン(Margaret Preston)らがいる。
多忙の中、休日に自らの作品として静物画や裸体画、人物画を描いた。
1935年にもヨーロッパにコレクションの買い付けのためにヨーロッパに渡ったが、ロンドンで亡くなった 。

## 作品

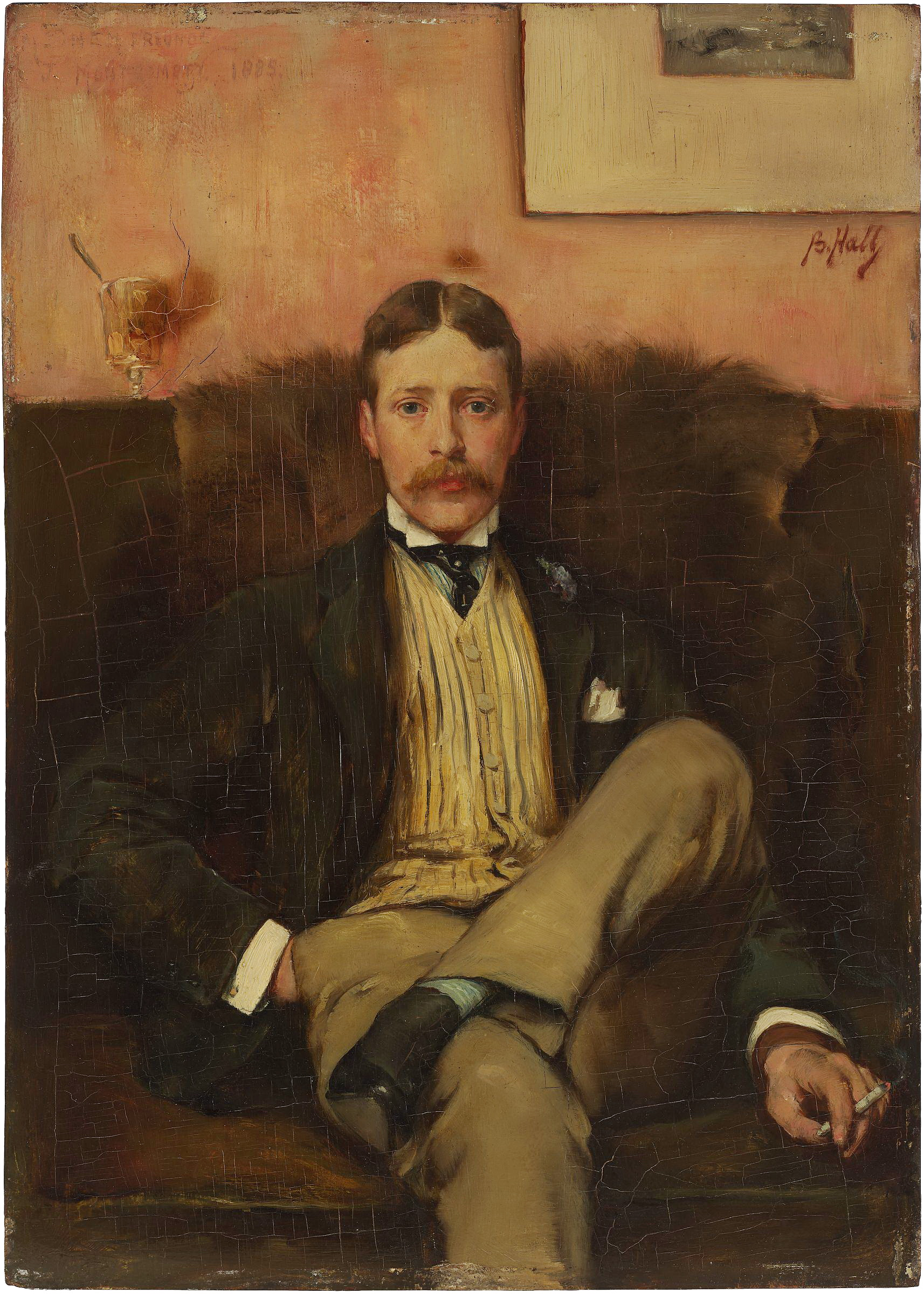
人物画(1885)
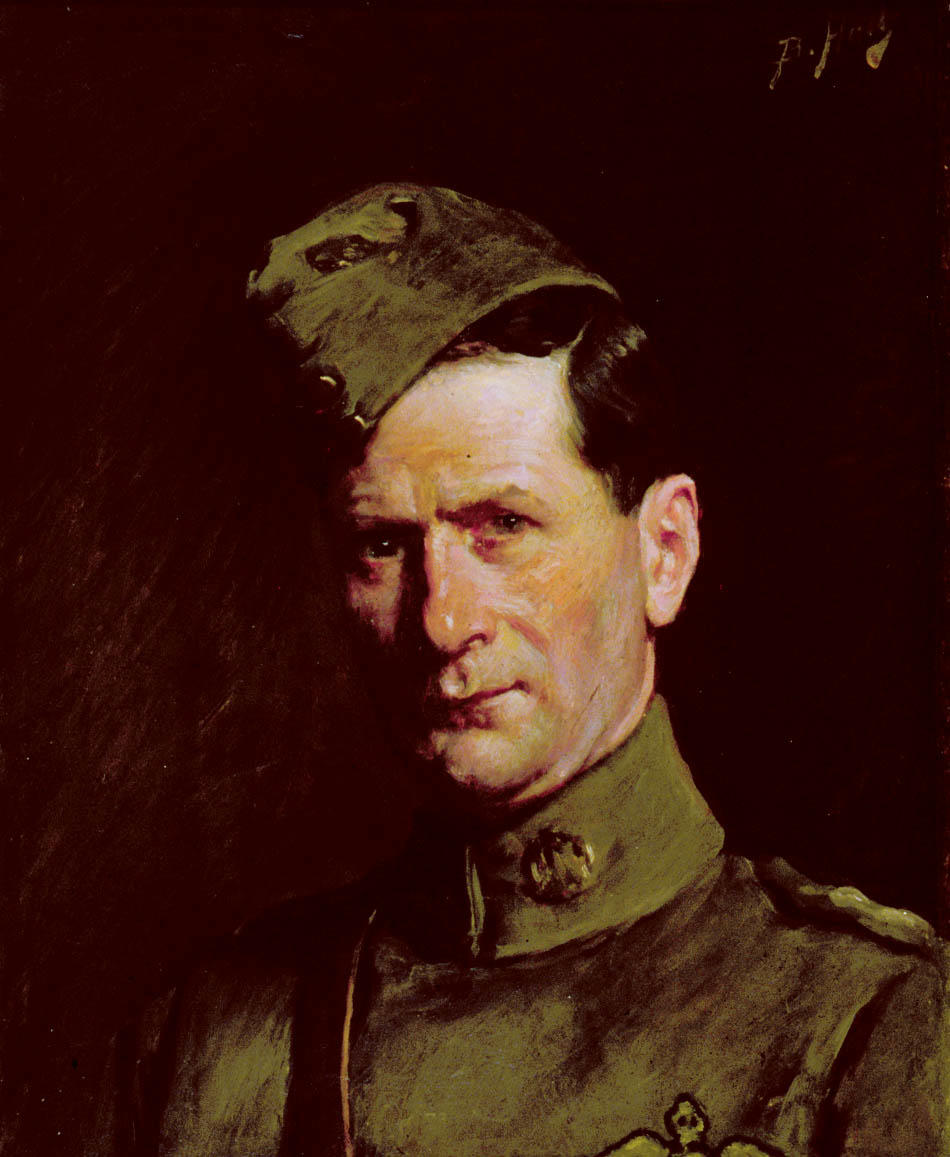
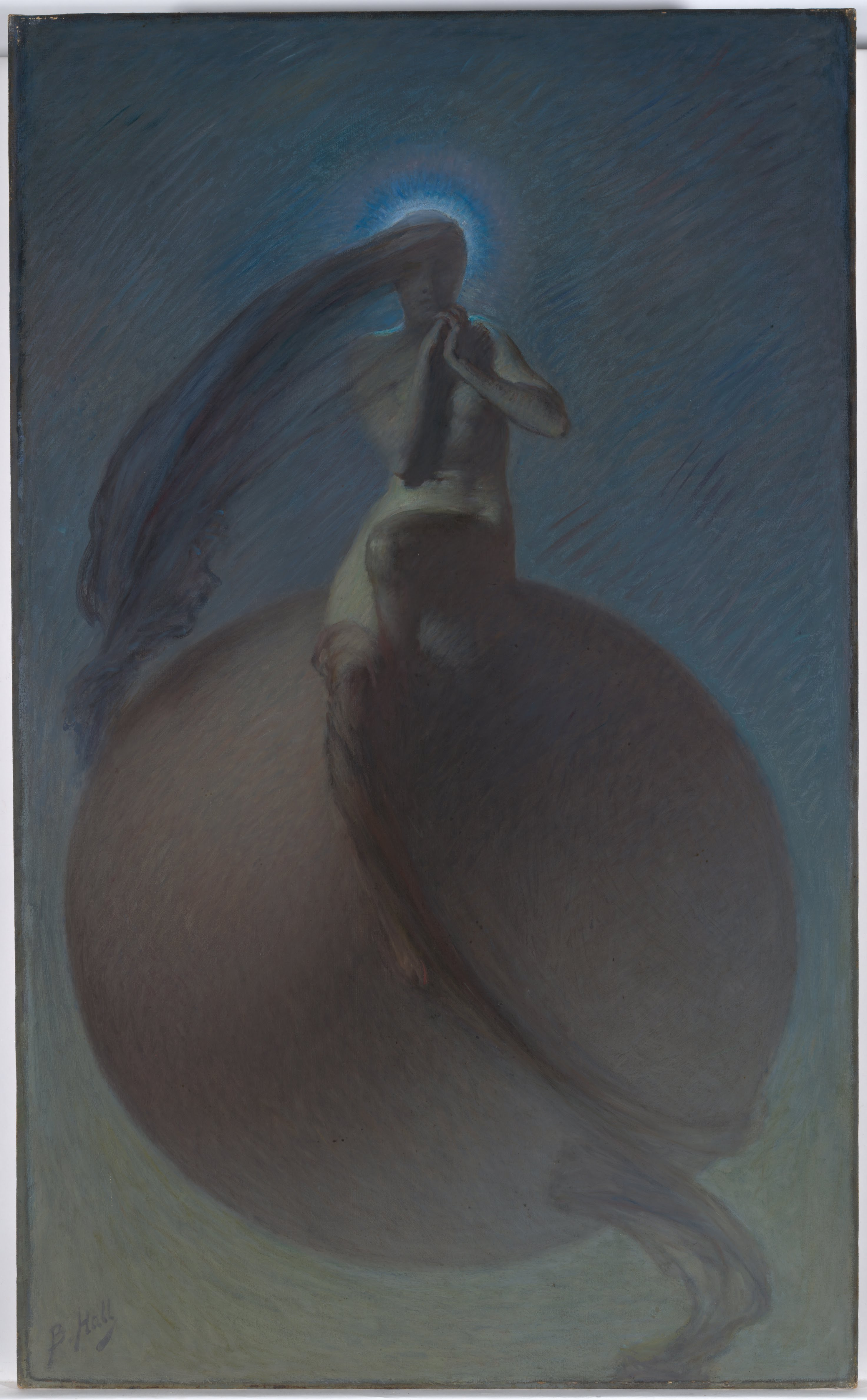
The quest